# René Nebesky-Wojkowitz
René Nebesky-Wojkowitz (Velké Hoštice (Moravië-Silezië) 29 juni 1923 - Wenen 9 juni 1959) was een Tsjechisch-Oostenrijks etnoloog en tibetoloog. Hij publiceerde voornamelijk in het Duits, maar ook in het Mandarijn.
René Nebesky-Wojkowitz reisde meerdere jaren in de Himalaya-regio en publiceerde uiteenlopende, grondleggende studies over Tibetaanse religie bön en de cultus van de berggoden. In 1958 trad hij in dienst van het Museum für Völkerkunde in Wenen, waar na zijn dood een groot deel van zijn collectie van Tibetaanse objecten en manuscripten zijn achtergebleven.